# Carl Philipp Funke
Carl Philipp Funke (auch Karl Philipp Funke; * 13. Juli 1752 in Görtzschke; † 9. Juni 1807 in Altona) war ein deutscher Schriftsteller und Gymnasiallehrer.

## Leben
Funke kam mit zehn Jahren an die Franckeschen Stiftungen und erhielt dort seine Schulbildung. Im Frühjahr 1770 wurde er an der Universität Halle immatrikuliert. Um sich sein Studium finanzieren zu können, begann er bei den Franckeschen Stiftungen im Mai 1771 zu unterrichten. Entsprechend seinen Fähigkeiten wurde er bereits im Herbst 1771 an die Lateinschule der Anstalt versetzt. 1776 folgte er einem Ruf als Inspektor und Lehrer der alten Sprachen an das Friedrichs-Gymnasium in Breslau. 
Funke wurde 1781 Konrektor am Philanthropin Dessau und 1785 zudem Inspektor des dortigen Schullehrerseminars. Durch Fürst Ludwig Friedrich II. von Schwarzburg-Rudolstadt wurde er außerdem zum fürstlichen Erziehungs- oder Regierungsrat ernannt. Einem Ruf nach Erfurt konnte er 1806 aufgrund der kriegerischen Ereignissen nicht nachkommen. Seine schriftstellerische Arbeit leistete er hauptsächlich in Dessau. Neben seinen Hand- und Lehrbüchern veröffentlichte er als mehrbändiges Werk die Beschreibungen zu einem Bilderbuch von Friedrich Justin Bertuch.
Funke starb auf einer Dienstreise in Altona.

## Werke (Auswahl)
- Naturgeschichte und Technologie fuer Lehrer in Schulen und fuer Liebhaber dieser Wissenschaften, 3 Bände, verbesserte Auflage, Schulbuchverlag, Braunschweig 1795.
- Lehrbuch zum Unterricht der Töchter vornämlich in mitlern Ständen, 2 Bände, Voß, Berlin 1800–1801.
- Allgemeines Lehrbuch für Bürgerschulen, Voß, Berlin 1801.
- Lehrreiches Familien-Buch zur angenehmen und nuetzlichen Unterhaltung der Jugend ueber den neuen Orbis pictus in 6 Sprachen , Campe, Nürnberg 1804.
- Praktische Geschichte des Menschen, vermehrte Auflage, Haas, Wien 1805.
- Naturgeschichte und Technologie für Lehrer in Schulen und für Liebhaber dieser Wissenschaften, Schulbuchhandlung, Braunschweig 1805.
  - Kupfer-Sammlung zu Funke's Naturgeschichte und Technologie, welche auch zu andern Lehrbüchern der Naturgeschichte gebraucht werden kann, um 1805.
- Sittenspiegel für die Jugend , 2. Auflage, Voß, Berlin 1805.
- Neues Real-Schullexicon: enthaltend die zur Erklärung der alten Klassiker nothwendigen Hülfswissenschaften vornämlich Geographie, Geschichte, Philosophie, Alterthümer und Mythologie, 5 Bände, Haas, Wien 1805–1807.
- Kleines Real-Schullexikon, 2 Bände, wohlfeile Ausgabe, Herold, Hamburg 1817–1818.